# Verzeille
Verzeille is een gemeente in het Franse departement Aude (regio Occitanie). De plaats maakt deel uit van het arrondissement Limoux. Verzeille telde op 1 januari 2022 457 inwoners.

## Geografie
De oppervlakte van Verzeille bedroeg op 1 januari 2022 5,21 vierkante kilometer; de bevolkingsdichtheid was toen 87,7 inwoners per km².
De onderstaande kaart toont de ligging van Verzeille met de belangrijkste infrastructuur en aangrenzende gemeenten.

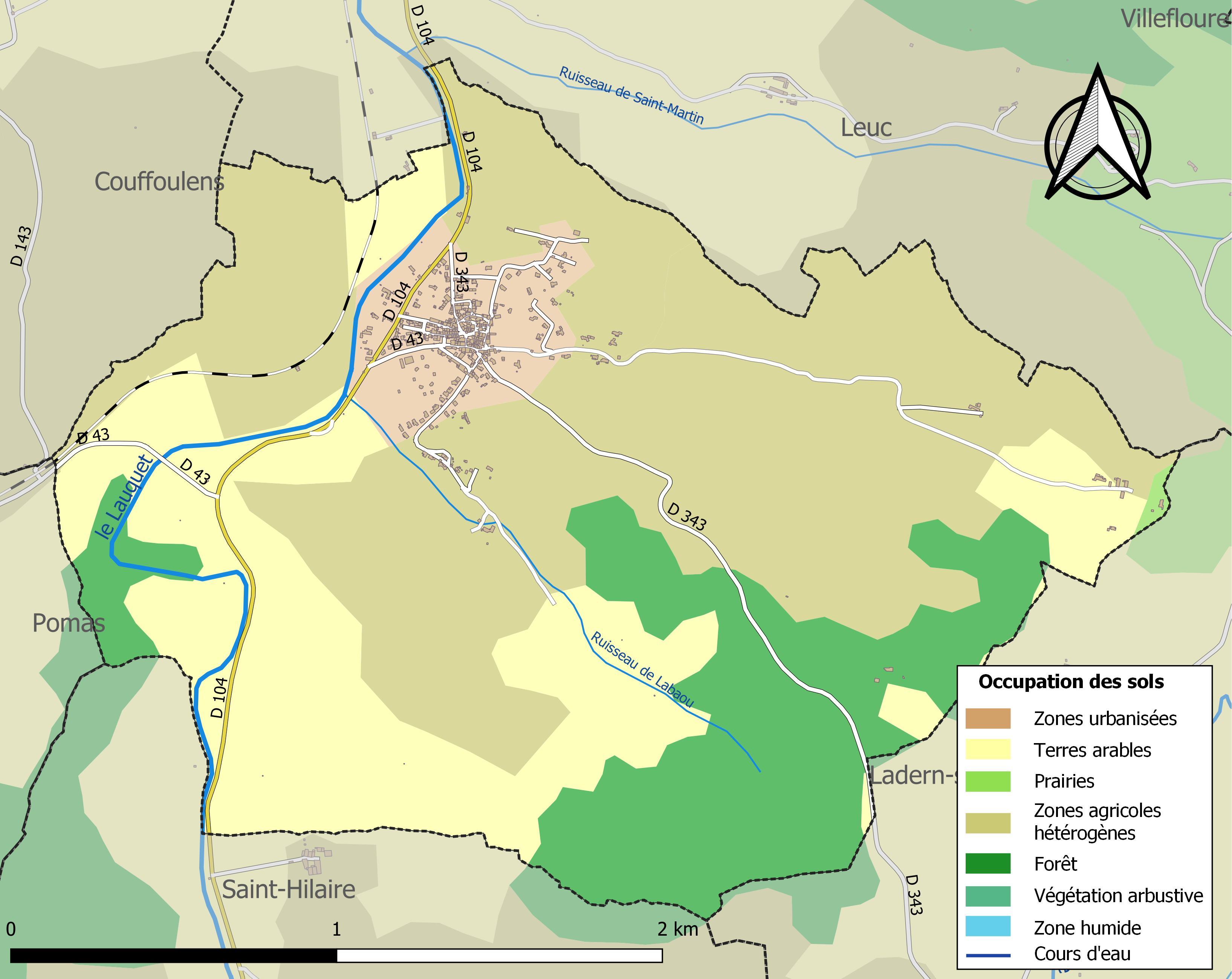

## Demografie
Onderstaande figuur toont het verloop van het inwonertal (bron: INSEE-tellingen).

Vanwege een beveiligingsprobleem met de MediaWiki Graph-software is het momenteel niet mogelijk deze grafiek weer te geven. Zodra de software is bijgewerkt zal de grafiek vanzelf weer zichtbaar worden.